# Угурсуз (ТВ филм)
„Угурсуз” је југословенски ТВ филм из 1970. године. Режирао га је Пјер Мајхровски а сценарио је написао Неџад Ибрисимовић.

## Улоге
| Глумац             | Улога              |
| ------------------ | ------------------ |
| Изет Хајдархоџић   | Музафер            |
| Владо Јокановић    | Кемал              |
| Жарко Мијатовић    | Џафер              |
| Хусеин Чокић       | Малик              |
| Руди Алвађ         | Абдурахман Карак   |
| Сафет Пашалић      | Ихтар              |
| Марија Данира      | Алтуна             |
| Даринка Ђурашковић | Азама              |
| Дубравка Суњић     | Сафија             |
| Драган Шаковић     | Кадија             |
| Јозо Лепетић       | Старјешина сејмена |
| Аида Колаковић     | Бегзада            |